# Jessica Kenney
Jessica Kenney, née le 1er avril 1887 à Lees, Grand Manchester (en) et morte le 6 novembre 1985 à Bocking dans l'Essex, est une suffragette britannique. Elle est emprisonnée en juin 1908 pour avoir agressé le Premier ministre et le secrétaire d'État à l'Intérieur lors d'une manifestation visant à obtenir le droit de vote des femmes. Les autorités découvrent les détails d'une campagne de bombardement visant à soutenir leur cause dans son appartement, alors que Kenney est envoyée en convalescence à l'étranger. Elle suit ensuite une formation de radiotélégraphiste, mais travaille comme hôtesse de l'air.

## Biographie

### Jeunesse et formation

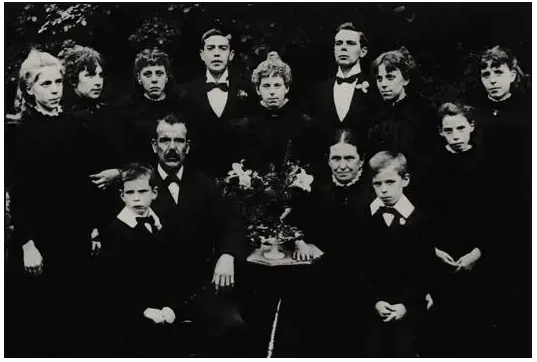
La famille Kenney vers 1900.

Jessica naît le 1er avril 1887 à Lees (qui fait aujourd'hui partie de l'arrondissement métropolitain d'Oldham). Elle est la neuvième fille d'Horatio Nelson Kenney (1849-1912) et d'Anne Wood (1852-1905) sur douze enfants (dont onze ont survécu à l'enfance). La famille est pauvre et ouvrière. Ses sœurs militantes sont Caroline Kenney (en), Annie Kenney, Sarah Kenney (en) et Jane Kenney (en). La famille Kenney était membre du Parti travailliste indépendant, et les enfants sont encouragés à lire les œuvres de Thomas Paine, Robert Blatchford et Walt Whitman et lisent le journal socialiste The Clarion,,. Son frère Rowland Kenney (en) (1882-1961) devient un important journaliste socialiste qui finit par devenir rédacteur en chef du Daily Herald. Jessica et Annie jouent un rôle de premier plan au sein de la Women's Social and Political Union (WSPU). 

### Engagement militant
Jessica Kenney travaille dans une filature de coton dès l'âge de treize ans et, avec ses sœurs Annie, Alice et Jane, elle s'implique dans le syndicat des métiers. Sa mère meurt en 1905 à l'âge de cinquante-trois ans et la même année, elle s'engage activement dans la Women's Social and Political Union (WSPU) après avoir entendu, avec sa sœur Annie, Teresa Billington-Greig et Christabel Pankhurst s'exprimer au Clarion Vocal Club d'Oldham. Kenney n'a pas le don d'Annie pour l'art oratoire, mais elle est plus organisée. Elle devient secrétaire de la WSPU.

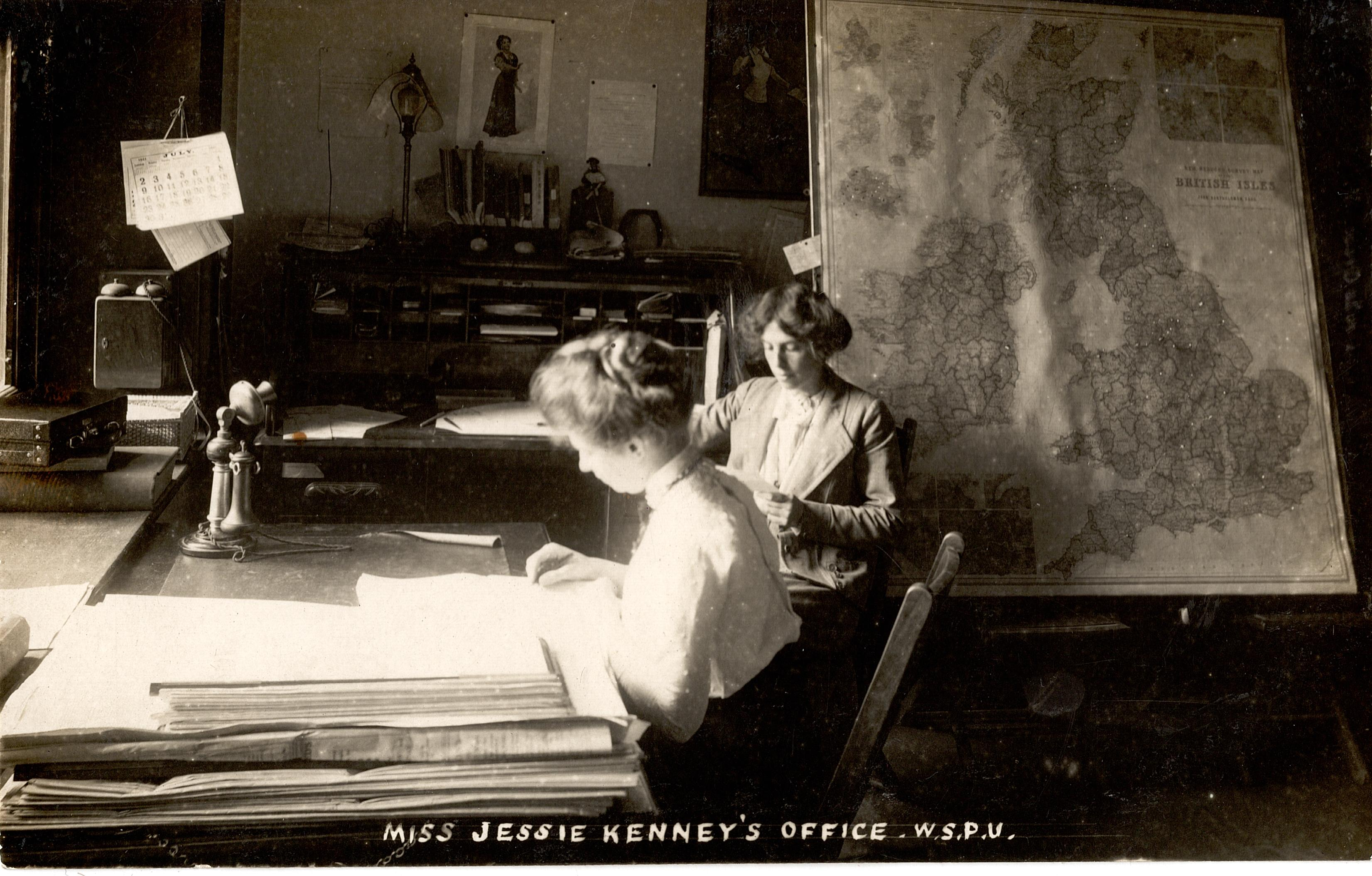
Bureau de la WSPU de Jessica Kenney à Clement's Inn en 1911.

En 1906, elle devient la secrétaire de la trésorière de la WSPU, Emmeline Pethick-Lawrence. Elle organise les membres pour qu'ils interrompent les réunions et envoient des députations. Elle acquiert rapidement une réputation de compétence et est nommée la plus jeune organisatrice de la WSPU. Selon sa biographe, Lyndsey Jenkins : « Jessie Kenney était une travailleuse de terrain, prête à mettre ses compétences au service de tout ce qui devait être fait. ». Elizabeth Crawford souligne : « À 21 ans, elle était la plus jeune organisatrice de la Women's Social and Political Union, travaillant à Clement's Inn, organisant des réunions, des coups de publicité, des interruptions de réunions de ministres et, au fil du temps, des actes de militantisme. ».
La WSPU utilise plusieurs tactiques pour faire valoir le droit de vote des femmes auprès du gouvernement. Les Young Hot Bloods (en) sont formés par Jessica Kenney et Adela Pankhurst en 1907.

#### Attaque du Premier ministre

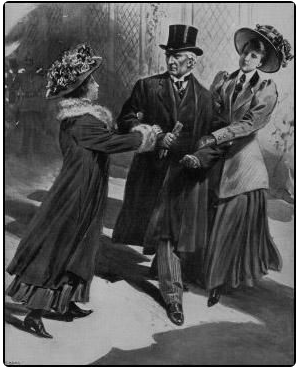
Jessie Kenney et Vera Wentworth attaquant Herbert Asquith le 5 septembre 1909.

Le 5 septembre 1908, trois d'entre elles, Kenney, Elsie Howey (en) et Vera Wentworth, poursuivent puis luttent physiquement avec le Premier ministre, Herbert Henry Asquith, et son secrétaire d'État à l'Intérieur, Herbert Gladstone. Pendant les vacances d'été, elles poursuivent le Premier ministre près de sa maison de vacances à Clovelly, dans le Devon, l'abordant dans l'église, sur le terrain de golf, lui demandant pourquoi il était en vacances alors que des femmes étaient emprisonnées. Puis elles décorent secrètement son jardin privé de tracts, de banderoles aux trois couleurs de la WSPU et de disques disant « Libérez Patricia Woodlock ». Plus tard dans la journée, elles jettent des pierres dans la fenêtre au cours de leur dîner au château de Lympne. Kenney et Wentworth sont finalement emprisonnées mais ne sont pas poursuivies.

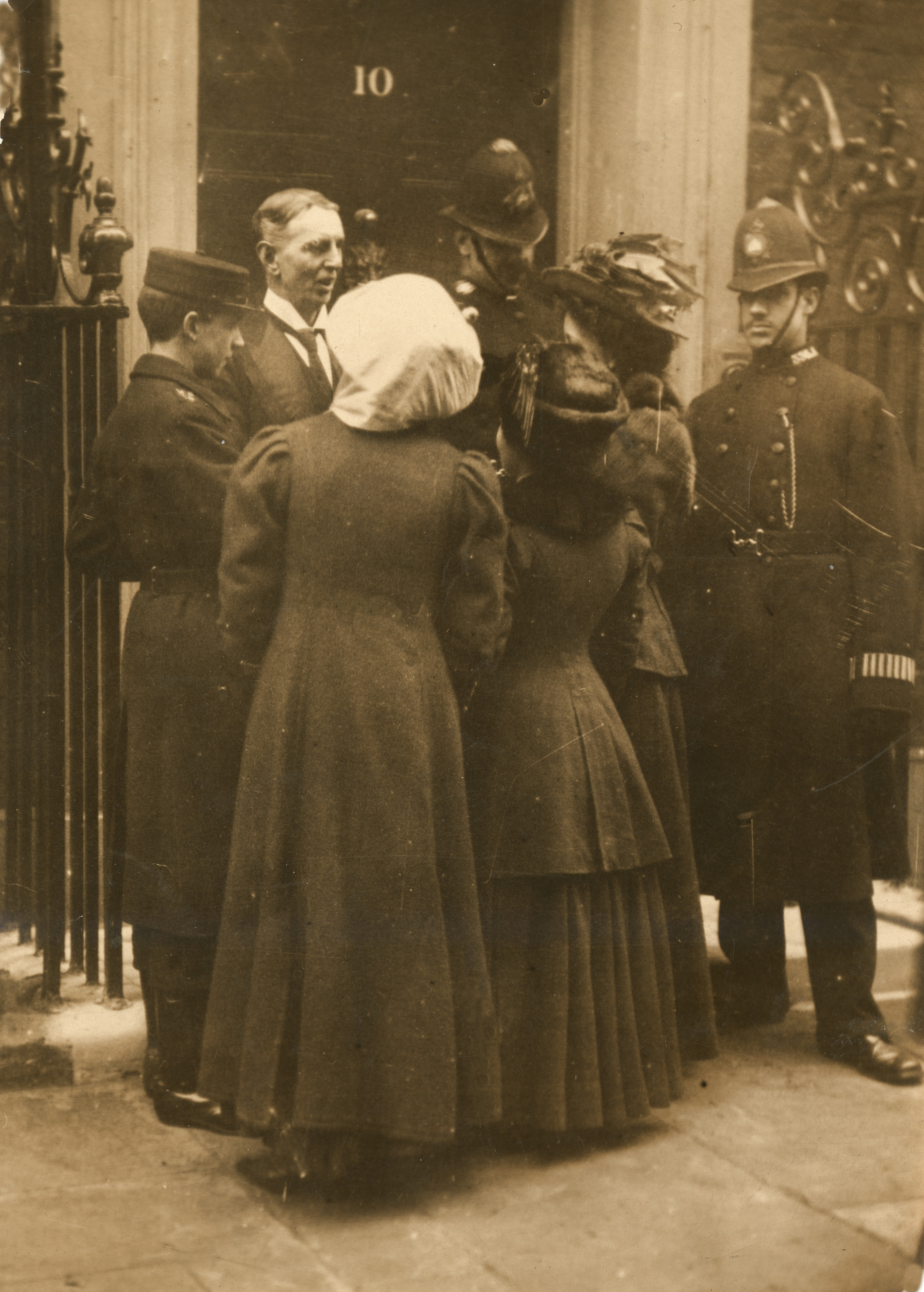
Les suffragettes Daisy Solomon et Elspeth McClellan avec un postier, la police et un fonctionnaire devant le numéro 10 de Downing Street, tentant de se faire livrer en tant que lettres.

#### Autres actions militantes
Le règlement de la poste autorise les gens à envoyer des « lettres humaines ». Le 23 février 1909, Kenney en profite pour envoyer deux déléguées, Daisy Solomon et Elspeth Douglas McClelland, du Strand Post Office au Premier ministre et alerte un journaliste. Le 16 avril 1909, Kenney fait partie d'une délégation matinale qui rencontre Emmeline Pethick-Lawrence à sa sortie de la prison de Holloway et l'emmène à un petit-déjeuner, avec 500 membres de la WSPU, au restaurant Criterion à Piccadilly Circus.
Le 10 décembre 1909, Kenney se déguise en garçon de télégraphe afin d'avoir accès au Premier ministre lors d'une réunion publique à Manchester. Elle n'y parvient pas, mais une fois de plus, une photo de l'incident est utilisée comme publicité pour la cause.

#### Eagle House

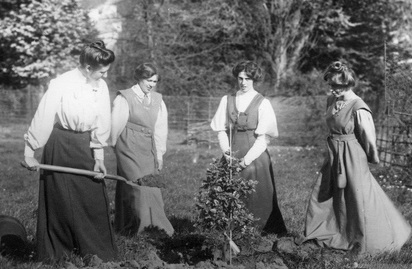
Mary Blathwayt plantant un arbre avec Vera Holmes, Jessie et Annie Kenney, en 1909.

Jessica Kenney et sa sœur Annie sont invitées chez Mary Blathwayt, à Eagle House, à Batheaston, où se réunissent les principales suffragettes. Tout visiteur important à Batheaston est invité à planter un arbre pour témoigner de son accomplissement au nom de la cause, par exemple une peine de prison. C'est l'attaque contre des ministres du gouvernement qui conduit Emily Blathwayt (en), la mère de Mary, à se retirer de la WSPU en raison de ses tactiques militantes. Cet événement a également conduit Gladstone à envisager la surveillance et la formation d'une branche spéciale de la police capable d'utiliser des informations préalables pour protéger les ministres de l'action militante.
Lors de la marche de 10 000 suffragettes et sympathisantes de la WSPU, le 18 juin 1910, Jessie Kenney est en tête du cortège qui traverse Londres à cheval avec « la générale » Flora Drummond et d'autres membres importants du mouvement. En 1913, elle est malade et quitte l'appartement qu'elle partage avec Annie pour se rendre en Suisse afin de se rétablir. La maladie a été décrite comme une « dépression », mais Mary Blathwayt se souvient qu'il s'agissait d'une infection pulmonaire. La maladie de Kenney l'empêche de détruire des papiers dans son appartement, ce qui permet de trouver des preuves incriminantes. Ces documents prouvent que le chimiste de la WSPU, Edwy Godwin Clayton, est impliqué dans des incendies criminels au nom de la WSPU. Clayton et d'autres personnes sont reconnus coupables, dont Annie Kenney, et il est condamné à 21 mois d'emprisonnement. Clayton entame une grève de la faim, il est libéré au bout de 15 jours et part à l'étranger.
Elle travaille aux côtés de Christabel Pankhurst à Paris à partir de 1912.

### Première guerre mondiale
Emmeline Pankhurst met de côté le mouvement pour le droit de vote des femmes pour la période de la guerre. Kenney, comme beaucoup d'autres, suit son exemple.
En juin 1917, Kenney accompagne Emmeline Pankhurst lors d'un voyage en Russie visant à encourager les femmes russes à participer à l'effort de guerre, au nom du gouvernement britannique. Kenney reste trois mois en Russie et consigne en détail les événements sous le titre The Price of Liberty. L'ouvrage n'a jamais été publié. Edward Tupper (en), du National Sailors' and Firemen's Union (en), s'organise avec les marins du SS Vulture pour refuser d'accepter Ramsay MacDonald et Fred Jowett en tant que passagers à bord du navire. Cependant, Tupper précise que Kenney et Pankhurst avaient accepté. Après la guerre, Kenney travaille pour la Croix-Rouge américaine à Paris.

### Télégraphie sans fil
En 1920, après avoir travaillé pour la WSPU, elle se retire de la campagne politique et décide de travailler dans un domaine lié à son intérêt pour la télégraphie sans fil et la science en général. Elle suit les conseils d'Emmeline Pankhurst et de Marie Curie et se rend compte qu'avec ses ressources, elle pourrait suivre une formation d'opératrice radio à bord d'un navire mais tous les formulaires supposent que les opérateurs sont des hommes. En 1923, elle fréquente le North Wales Wireless College et devient la première femme à obtenir le titre d'officier radio de la marine,. Elle ne trouve jamais de travail en tant qu'opératrice radio et doit travailler comme hôtesse pour la Furness Bermuda Line (en) et pour la Orient Steam Navigation Company.  Entre ses voyages, elle vit avec sa sœur Annie dans sa maison de Letchworth.

### Fin de vie et mort
Kenney vit ensuite dans divers endroits temporaires à Londres, et n'ayant pas réussi à poursuivre une carrière d'écrivaine, elle trouve ensuite un travail plus gratifiant en tant qu'administratrice d'école à Londres et assistante sociale à l'école du comté de Battersea. Elle garde secrète son appartenance à la WSPU car elle pense que cela lui causerait des problèmes dans sa carrière. 
Pendant la Seconde Guerre mondiale, elle est obligée de rester en Grande-Bretagne et quitte son appartement londonien en 1940 et s'installe quelque temps avec sa sœur Annie et son beau-frère James Taylor, à Letchworth.
Dans les années 1950, elle commence une autobiographie, The Flame and the Flood (La flamme et le déluge), qui n'est jamais publiée, pour tenter de corriger ce qu'elle considère comme des inexactitudes qui entourent le mouvement des suffragettes et, en particulier, le rôle de sa sœur dans ce mouvement. Elle était profondément bouleversée par la façon dont sa sœur Annie Kenney était dépeinte dans les écrits historiques et la culture populaire, reprochant à Sylvia Pankhurst « d'avoir créé la caricature d'une dévote ignorante et sans esprit critique qui se contentait de faire ce qu'on lui disait de faire. ». Jessie se sentait également coupable de ne pas avoir détruit la lettre d'Edwy Godwin Clayton qui a valu à sa sœur Annie Kenney d'être envoyée en prison pour dix-huit mois.
Après avoir été brièvement théosophe, Jessie est persuadée par sa sœur Annie de rejoindre l'ordre des Rose-Croix et elle est active pendant quelques années dans l'un des chapitres londoniens de l'Ordre. De 1969 à sa mort en 1985, à l'âge de 98 ans, elle s'installe à la maison de retraite St Francis où elle est confiée aux sœurs franciscaines missionnaires de Braintree, dans l'Essex, elle devient catholique le jour de Noël 1973.